# جوزپه پولی
جوزپه پولی (انگلیسی: Giuseppe Pulie; ۲۶ دسامبر ۱۹۶۴ – ) اسکی‌باز صحرانوردی اهل ایتالیا بود.
یک صلیب سابق ایتالیایی اسکی باز کشور که از سال 1988 تا 1996 مسابقه داده بود. او در بازی های المپیک زمستانی 1992 1992 در آلبرتویل .
بهترین نتیجه پولی در مسابقات جهانی اسکی نوردیک در ماده 10 کیلومتر در سال 1991 چهاردهم بود. بهترین قهرمانی او در هر مسابقه هفتمین مسابقه 1996 در اتریش